# Karl Lustenberger
Karl Lustenberger (ur. 10 października 1952 w Marbach) – szwajcarski kombinator norweski i skoczek narciarski. Olimpijczyk (1976, 1980), uczestnik mistrzostw świata w narciarstwie klasycznym (1974, 1978, 1982) i w lotach narciarskich (1977). Wielokrotny mistrz Szwajcarii. Po zakończeniu kariery działacz sportowy.

## Życiorys

### Kombinacja norweska
Dwukrotnie brał udział w rywalizacji kombinatorów norweskich na zimowych igrzyskach olimpijskich – w 1976 w Innsbrucku zajął 19. pozycję, a w 1980 w Lake Placid był szósty. W obu przypadkach lepsze wyniki uzyskiwał w skokach (10. w 1976 i 6. w 1980) niż biegach (27. w 1976 i 14. w 1980).
Co najmniej trzykrotnie startował w zawodach kombinatorów norweskich na mistrzostwach świata – w 1974 w Falun zajął indywidualnie 34. miejsce, w 1978 był dziewiętnasty, a w 1982 z reprezentacją Szwajcarii uplasował się na 6. pozycji w konkursie drużynowym.
Wielokrotnie zdobywał tytuły mistrza Szwajcarii. W 1979 zwyciężył w konkursie kombinacji norweskiej na Festiwalu Narciarskim w Holmenkollen. Dwukrotnie wygrywał również zmagania dwuboistów klasycznych w ramach Memoriału Bronisława Czecha i Heleny Marusarzówny – miało to miejsce w 1979 i 1981.

### Skoki narciarskie
W 1977 wystartował w mistrzostwach świata w lotach narciarskich w Vikersund, gdzie był 25. Rok później wziął udział w rywalizacji skoczków narciarskich na mistrzostwach świata, zajmując 43. miejsce w konkursie indywidualnym na skoczni dużej i 7. w zawodach drużynowych.
W 1980, podczas zimowych igrzysk olimpijskich w Lake Placid, wystartował w konkursie indywidualnym skoczków narciarskich na skoczni dużej, plasując się na 30. pozycji.
Przed wprowadzeniem Pucharu Świata w skokach narciarskich brał udział w wielu najważniejszych wówczas zawodach międzynarodowych w tej dyscyplinie sportu. W cyklu tym zadebiutował 2 marca 1980 w Engelbergu, gdzie był 24. Był to jednocześnie jego najlepszy wynik w 7 startach jakie odbył w Pucharze Świata w latach 1980–1982 (tę samą pozycję zajął jeszcze 16 marca 1980 w Oslo).

### Po zakończeniu kariery zawodniczej
Po zakończeniu kariery zawodniczej został delegatem technicznym – w roli tej brał udział między innymi w konkursach kombinatorów norweskich na Mistrzostwach Świata Juniorów w Narciarstwie Klasycznym 2009, czy w zawodach Pucharu Świata w kombinacji norweskiej.
Ponadto jest również działaczem zajmującym się sportem uniwersyteckim i znalazł się między innymi w składzie komitetu organizacyjnego Zimowej Uniwersjady 2021.